# Thomas Burnet

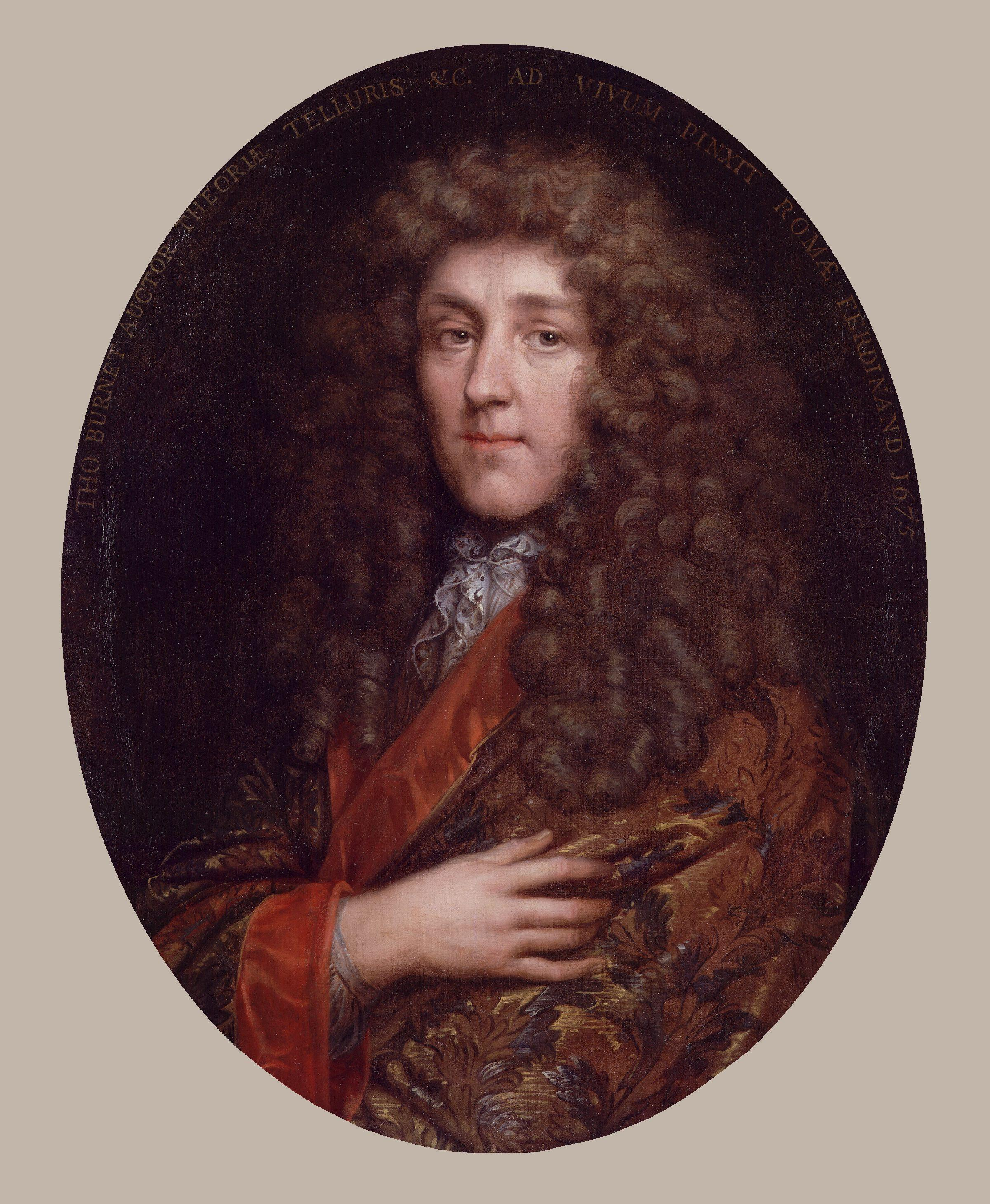
Thomas Burnet (1675)

Thomas Burnet (* um 1635 bei Croft-on-Tees bei Darlington; † 27. September 1715 in Godalming) war ein englischer Theologe. Burnets Beiträge zur Kosmogonie und Theologie haben bis heute Bedeutung in der Wissenschaftsgeschichte und der Entwicklung des geologischen Denkens.

## Leben
Geboren in Croft-on-Tees, Yorkshire, begann er 1651 seine akademische Laufbahn am Clare College in Cambridge. Später wechselte er zum Christ’s College, wo er 1657 zum Fellow ernannt wurde und 1658 seinen Magister erlangte. 1667 wurde er Proktor. Anschließend wurde er Vorsitzender des Charterhouse und Kaplan am Hof von William III.
Sein schriftstellerischer Erfolg beruht auf seiner Telluris Theoria Sacra, auch Sacred Theory of the Earth, die 1681 auf Latein und 1684 in englischer Sprache veröffentlicht wurde. Diese Schrift, die wesentlich eine spekulative Kosmogonie darstellt. Einige seiner in einem späteren Werk dargelegten Ansichten, der Archaeologiae Philosophicae, waren für die zeitgenössischen Theologen jedoch derart unakzeptabel, dass Burnet seinen Posten bei Hof 1695 aufgeben musste. Burnet starb am 27. September 1715 in Godalming.

## Werk

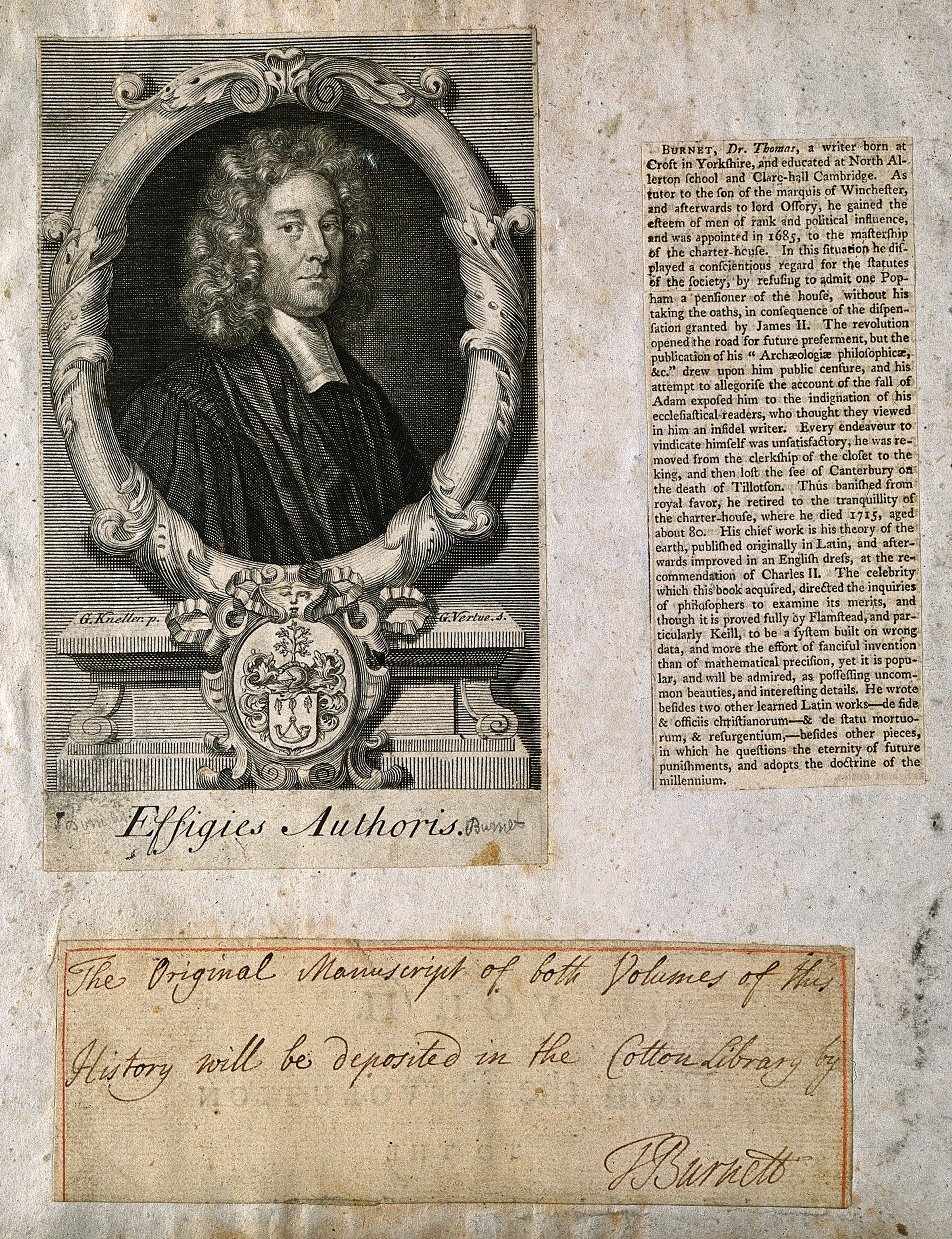
Porträt und Handschrift von Burnet

In Telluris Theoria Sacra vertritt Burnet die Ansicht, die Welt sei von Gott zwar in schöner und regelmäßiger Form geschaffen worden, jedoch habe sich diese bei der Sintflut in ihre heutige hässliche Form verändert. Felsen und Berge seien das in dieser Hinsicht am stärksten Deformierte. Eine solche Landschaft erwecke einen erhabenen Eindruck.
Folgende Hauptthesen vertritt Burnet in dieser Schrift:
- Die Wassermenge auf der Erdoberfläche reichte nicht aus, um die biblische Sintflut zu erklären.
- Die Erde war ursprünglich eine wohlgeformte, glatte Gestalt, die durch die Sintflut in einen unschönen und runinösen Zustand verwandelt wurde.
- Es gab ein Paradies vor der Sintflut, das sich in einem ewigen Frühling befand.
- Flüsse flossen von den Polen zum Äquator.
- Die Erde war anfänglich hohl, wobei sich der größte Teil des Wassers bis zur Sintflut im Inneren befand.
- Berge und Ozeane entstanden erst durch die Sintflut.

Burnets Suche nach einer rationalen Erklärung für die Sintflut zeigte, dass er logische Probleme mit dem biblischen Bericht sah und naturwissenschaftliche Erklärungen bevorzugte.

## Nachwirkung
Burnets Theorie löste eine europaweite Debatte über die Entstehung der Gebirge aus und weckte das Interesse an der Erforschung der Alpen. Er gilt als früher Vertreter des Versuchs, eine Harmonie zwischen Wissenschaft und Religion herzustellen. Seine Theorien trugen dazu bei, die wörtliche Auslegung der Bibel in Zweifel zu ziehen und den Weg für neue erdhistorische Theorien zu ebnen.
Obwohl Burnets spezifische Theorien letztendlich verworfen wurden, spielten sie eine wichtige Rolle in der Entwicklung der Geologie als Wissenschaft und in der Abkehr von rein biblischen Erklärungen für geologische Phänomene.
Isaac Newton bewunderte Burnets theologischen Ansatz zu geologischen Prozessen.
Sein posthum veröffentlichtes Werk De Statu Mortuorum et Resurgentium (1720) wurde von Edward Gibbon in seiner Geschichte des Verfalls und Untergangs des Römischen Reiches erwähnt.
Burnets Werk beeinflusste auch den Dichter Samuel Taylor Coleridge, der ihn in seiner Rime of the Ancient Mariner (1817) zitierte.
Nach Burnet ist die Gebirgskette Dorsa Burnet auf dem Erdmond benannt.

## Schriften (Auswahl)
- Telluris theoria sacra (London, 1680). Deutsche Erstausgabe: Theoria sacra telluris, d.i., Heiliger Entwurff, oder, Biblische Betrachtung des Erdreichs ..., übersetzt von M. Joh. Jacob Zimmermann, Hamburg: Gottfried Liebernickel, 1698.
- Archaeologiae philosophicae sive doctrina antiqua de rerum originibus (London, 1692)
- De Fide et officiis christianorum (1723)
- De Statu mortuorum et resurgentium (1723)
- De futurae Judaeorum restauration

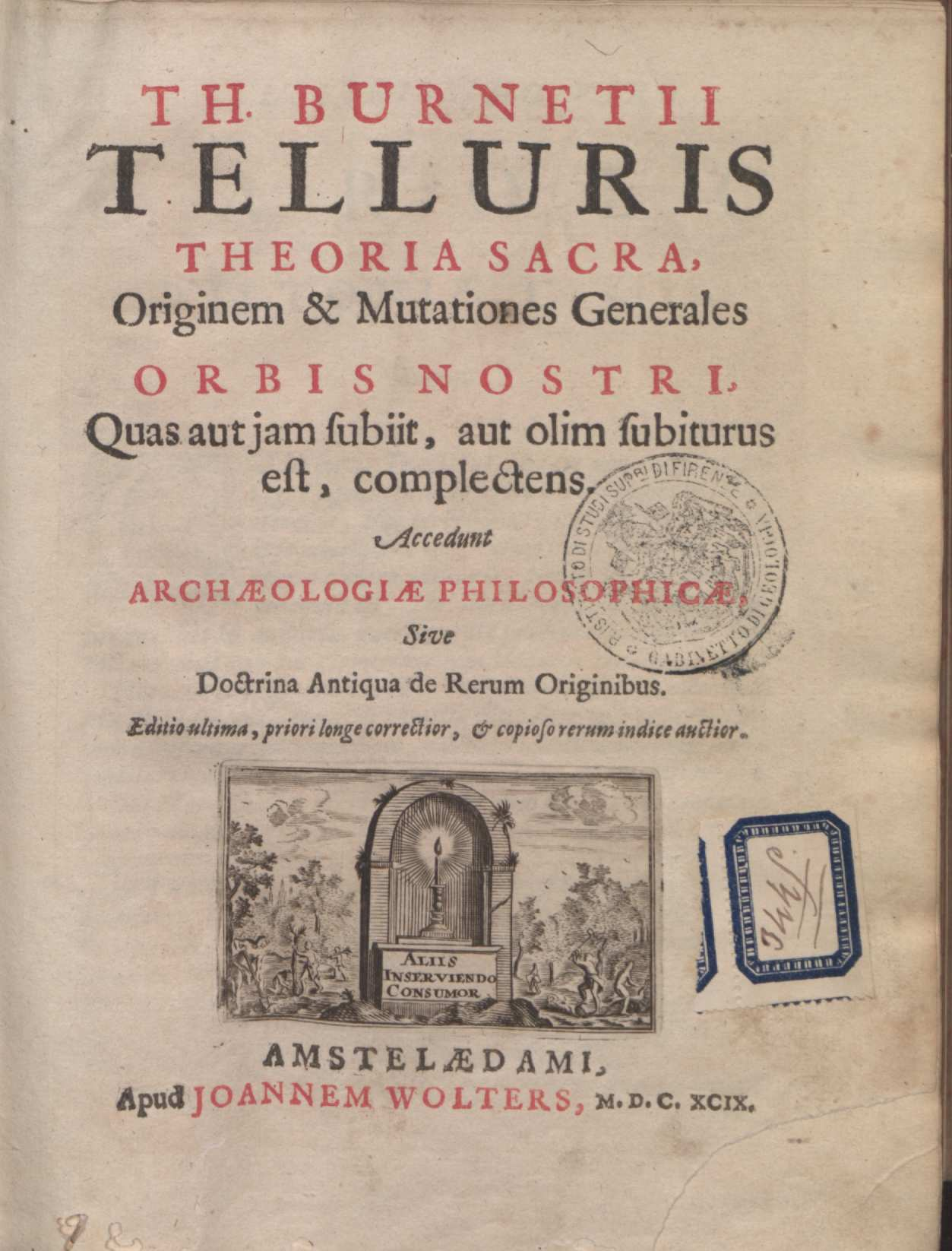
Telluris theoria sacra, 1699